# Daemonorops sekundurensis
Daemonorops sekundurensis är en enhjärtbladig växtart som beskrevs av Himmah Rustiami och Zumaidar.
Daemonorops sekundurensis ingår i släktet Daemonorops och familjen Arecaceae. Inga underarter finns listade i Catalogue of Life.